# Operabase
Operabase est une base de données en ligne, exclusivement dédiée à l'opéra : représentations, théâtres, festivals, interprètes et agences artistiques du monde entier y sont référencés. Operabase a été créé en 1996 par un informaticien anglais et passionné d'opéra, Mike Gibb. Le site, commencé comme hobby, est devenu une occupation à plein temps dès 1999. Le site est désormais géré par Mike Gibb et Muriel Denzler, et propose un site public et un site réservé aux professionnels abonnés.

## Site public
Le site public existe désormais 27 langues européennes et propose plus de 30 000 représentations, 40 000 artistes, 700 théâtres et festivals et de nombreuses options de recherche. On y trouve également une liste de plus de 500 agences artistiques, 70 concours de chant et des articles de présentation des spectacles à l'affiche, une liste de productions à louer, une page de statistiques mondiales (quelle est la ville la plus opératique ? Le compositeur, le titre le plus joué ?), la liste des ouvrages rares joués pendant la saison (voir ci-dessous).

## Operabase Professional
Sept ans après le lancement du site public, un site pour les professionnels est créé. Trois ans plus tard, près de « 200 théâtres et festivals sont membres, du Met à La Scala ». Le site propose des outils professionnels pour ses abonnés.

## Statistiques lyriques
Pour fêter sa 250000e représentation enregistrée, Operabase propose une page de statistiques à l'automne 2010. Ces statistiques seront présentées aux professionnels de l'opéra lors du 3e European Opera Forum, organisé par Opera Europa à Londres en mars 2011,. À l'automne 2013, les statistiques sont mises à jour afin de montrer les chiffres pour la saison 2012-2013. Le livre d'Alberto Mattioli "Anche Stasera - Come l'opera ti cambia la vita" cite les statistiques d'Operabase comme une des cent raisons de se passionner pour l'opéra! (page 148, n°72).